# Copa de Turquía 2015-2016
La Copa de Turquía 2015-16 es la edición número 54 de dicha competición turca. Cuenta con la participación de los equipos de Superliga de Turquía, TFF Primera División, TFF Segunda División y TFF Tercera División, más los clubes de la Liga Regional Amateur Turca. 
Las tres primeras fases la disputan los equipos de las divisiones más bajas, y desde la cuarta entran los equipos de la máxima categoría.
El sistema de competición es a eliminación directa, al menos en las seis primeras rondas, antes de pasar a una fase de grupos, de las cuales, son dos grupos con cuatro equipos cada uno. La ronda grupal es a doble partido, y los dos primeros clasifican a las semifinales. Las semifinales son a doble partido, no así la final, que se juega en terreno neutral.
El torneo empieza del 2 de septiembre de 2015.

## Tabla de Goleo
Goles Anotados.

| Tomáš Necid                          | Bursaspor     | 2 |
| Adem Çalık                           | Tepecikspor   | 1 |
| Şamil Çinaz                          | Bursaspor     | 1 |
| Emre Güral                           | Eskişehirspor | 1 |
| Actualizada: 15 de diciembre de 2015 |               |   |

- En la tabla se acumulan los goles a partir de la fase de grupos.

## Fase de grupos

### Grupo A
|  |    | Equipos de fútbol      | PJ | G | E | P | GF | GC | Dif | Pts |
|  | -- | ---------------------- | -- | - | - | - | -- | -- | --- | --- |
|  | 1. | Amedspor               | 0  | 0 | 0 | 0 | 0  | 0  | 0   | 0   |
|  | 2. | Bandırmaspor           | 0  | 0 | 0 | 0 | 0  | 0  | 0   | 0   |
|  | 3. | İstanbul Başakşehir FK | 0  | 0 | 0 | 0 | 0  | 0  | 0   | 0   |
|  | 4. | Şanlıurfaspor          | 0  | 0 | 0 | 0 | 0  | 0  | 0   | 0   |